# زیتا ماریا
زیتا ماریا (انگلیسی: Zita Maria؛ ۹ مه ۱۸۹۲ – ۱۴ مارس ۱۹۸۹) امپراتریس اتریش و ملکه مجارستان-بوهم بود. وی همسر کارل یکم (اتریش) بود